# Joe Kidd
Joe Kidd è un film del 1972 diretto da John Sturges.
Il film, un western del filone revisionista, con protagonista Clint Eastwood, narra la storia di un ex bounty killer che appoggia la causa dei messicani espropriati dei loro terreni.

## Trama
1902. A Sinola, un paese di confine tra Stati Uniti e Messico, si svolge l'udienza preliminare del giudice di contea sull'analisi dei certificati di proprietà dei peones messicani, che molto tempo prima erano i padroni delle terre ora in mano ai coloni americani. Dopo la causa, Luis Chama, insoddisfatto dal verdetto del magistrato, decide di metter su una banda e di incominciare a combattere le prepotenze dei proprietari terrieri locali con rappresaglie che lo sceriffo Mitchell non riesce ad arginare.
Con l'intento di stroncare la pericolosa rivolta di Chama e dei suoi, scende in campo direttamente Frank Harlan, il più ricco dei possidenti terrieri, proveniente da New Orleans. Formata una banda a questo scopo, Harlan chiede aiuto all'esperto Joe Kidd, un cacciatore che vive in una piccola fattoria a Sud del paese, ora in prigione con l'accusa di bracconaggio.
Kidd ha in simpatia più i messicani che non i proprietari terrieri prepotenti come Harlan, ma dopo un primo rifiuto, sceglie di seguirli dopo aver constatato che Chama ha colpito anche il suo ranch.
La banda di Harlan arriva ad un villaggio nel quale sequestra tutta la popolazione nella chiesa locale, minacciando l'uccisione di cinque abitanti ogni otto ore, fin quando Chama, sicuramente rifugiato nelle montagne circostanti, non si consegni a loro.
Kidd, scaricato da Harlan, passa dalla parte dei messicani e rovescia da solo l'assedio riuscendo a raggiungere Chama per assicurarlo alla giustizia. 
Tornato a Sinola, Kidd riesce a cogliere di sorpresa Harlan e i suoi che lo stavano attendendo. Uccide  Harlan e consegna Chama allo sceriffo Mitchell.
Joe Kidd può così allontanarsi vittorioso da Sinola in compagnia di Helen, la donna messicana che lo ha appoggiato in tutta la vicenda.

## Produzione

### Cast
L'attore Pepe Hern, che nel film interpreta il frate del piccolo villaggio messicano in cui si accampano Harlan e i suoi uomini, aveva già collaborato con il regista John Sturges per I magnifici sette, nel ruolo di Tomas.

### Riprese
Gli splendidi e suggestivi paesaggi montani del film, inquadrati perfettamente grazie all'ottima fotografia, si trovano realmente tra le Alabama Hills e Lone Pine, in California.